# الکساندر-ژاک شانترون
الکساندر-ژاک شانترون (۲۸ ژانویه ۱۸۴۲– ۱۹۱۸) هنرمندی فرانسوی از شهر غربی نانت بود. کارهای اولیه او عمدتاً شامل پرتره و طبیعت بی‌جان بود و بعدتر او به هنر برهنه به روش بوگرو پرداخت.
شانترون شاگرد فرانسوا-ادوارد پیکو، تونی رابرت-فلوری و ویلیام-آدولف بوگرو بود. وی در سال ۱۸۷۷ با گرایش به موضوعات مذهبی وارد سالن پاریس شد و در سال ۱۸۹۳ به افتخار آفرینی دست یافت. او در سال ۱۸۹۵، Fleurs de printemps را در سالن به نمایش گذاشت و در سال ۱۸۹۹ مدال درجه سوم دریافت کرد و در سال ۱۹۰۲ برای نقاشی Feuilles Mortes به مدال درجه دو رسید.

## نگارخانه

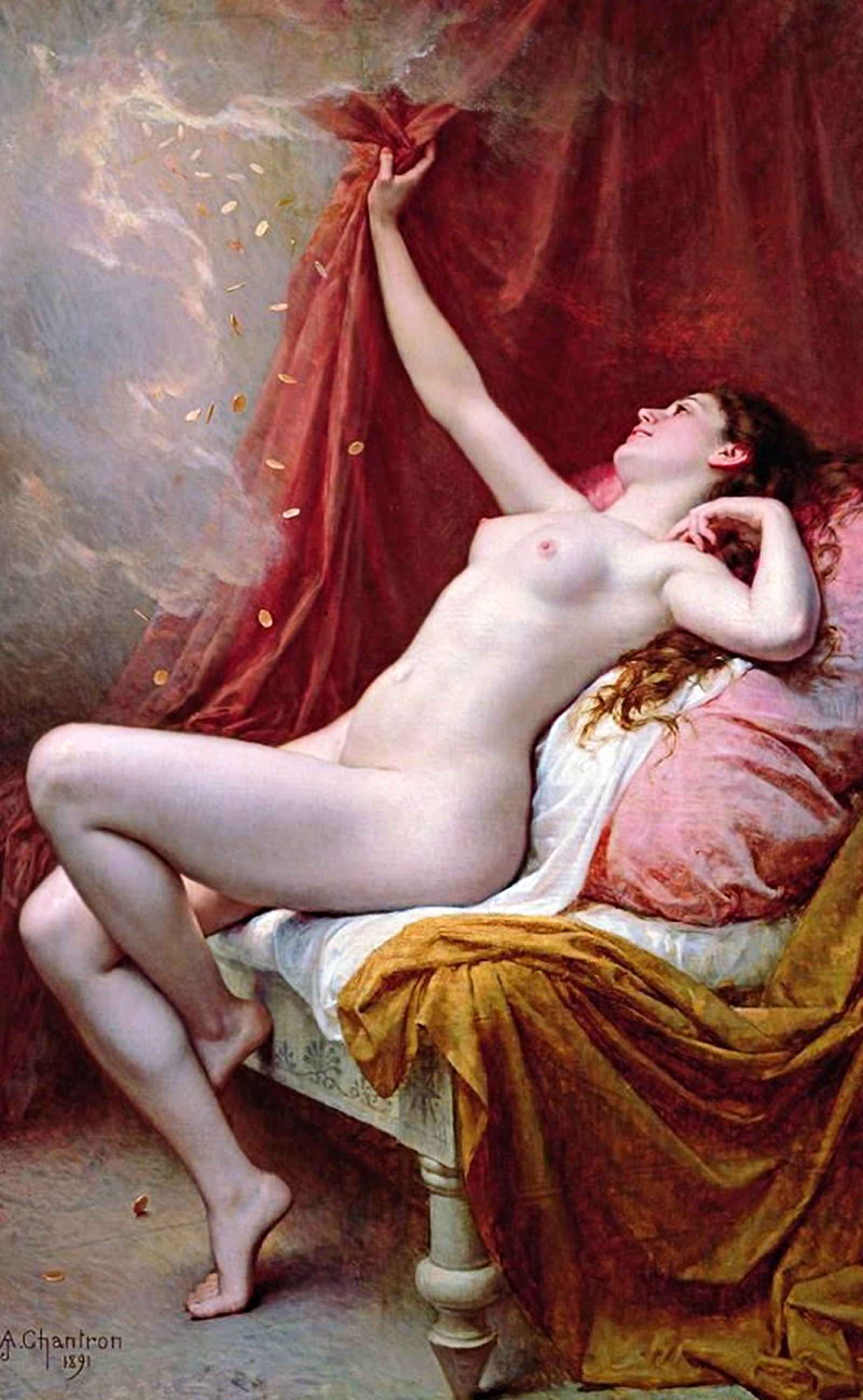
دانائه ۱۸۹۱ م. موزه هنرهای زیبای رن
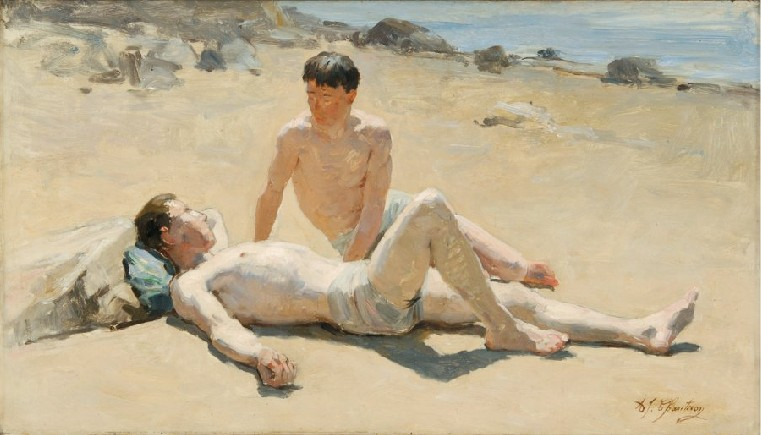
دو مرد در ساحل
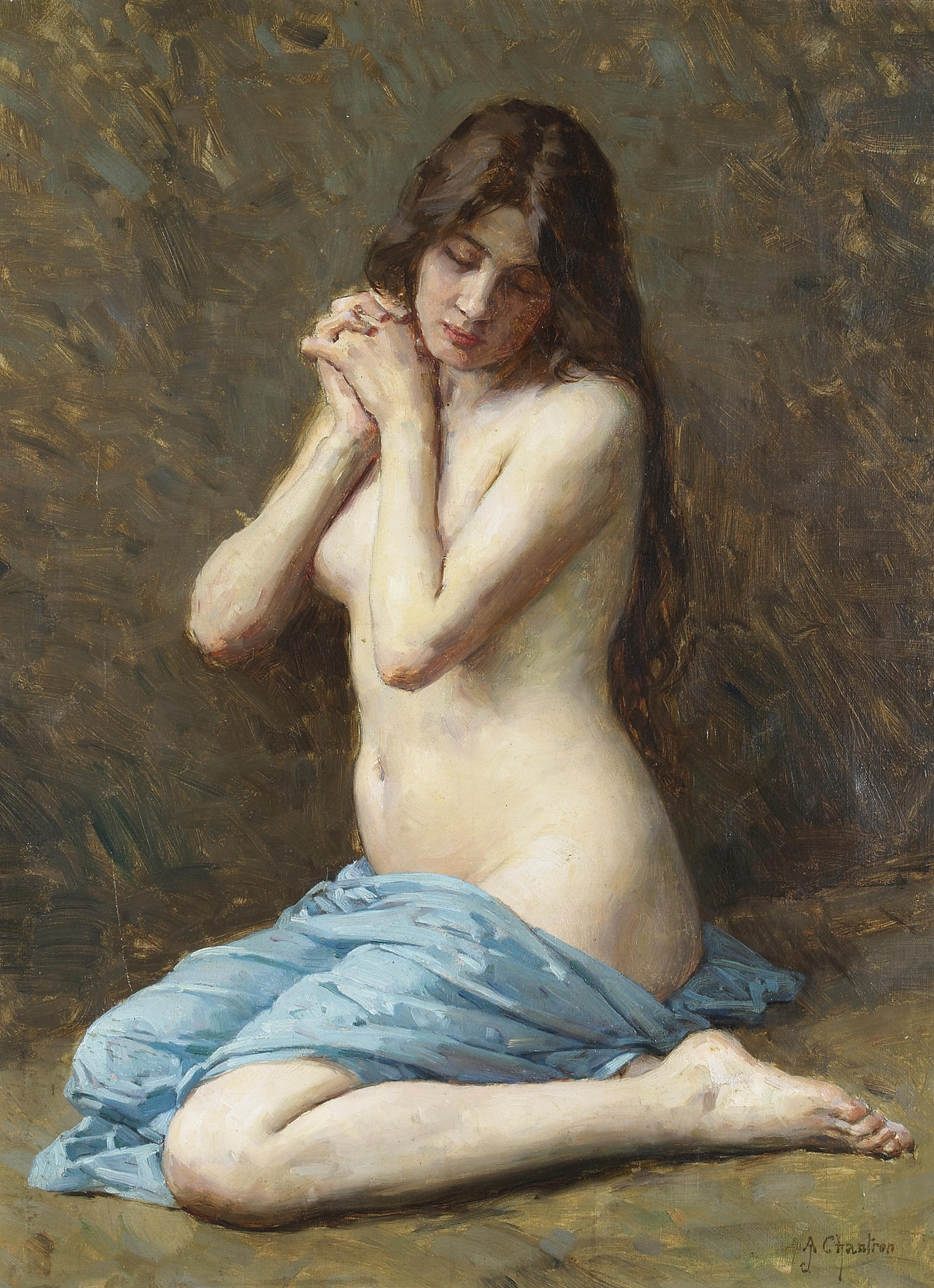
دختر نشستهٔ برهنه با پارچهٔ آبی